# 23 de agosto
El 23 de agosto es el 235.º (ducentésimo trigésimo quinto) día del año en el calendario gregoriano y el 236.º en los años bisiestos. Quedan 130 días para finalizar el año.

## Acontecimientos
- 79: el Vesubio comienza a activarse, en la festividad de Vulcano, el dios romano del fuego.
- 217: en Roma, en medio de una tormenta de rayos se incendia el Coliseo.[1]
- 406: Radagaiso es ejecutado después de ser derrotado por las tropas romanas comandadas por Estilicón.
- 476: Odoacro, jefe de las tribus germánicas es proclamado rex Italiae ("Rey de Italia") por sus tropas.
- 1305: Sir William Wallace es ejecutado por alta traición en Smithfield, Londres.
- 1328: Batalla de Cassel: tropas francesas impiden el alzamiento de los granjeros flamencos.
- 1514: La Batalla de Chaldiran finaliza con la decisiva victoria del sultán Selim I, del imperio Otomano, sobre el Shah Ismail I.
- 1541: el explorador francés Jacques Cartier ancla cerca de la actual ciudad de Quebec, en su tercer viaje al Canadá.
- 1554: en la ciudad de Santo Domingo, el español Francisco Dávila funda el Mayorazgo de Dávila, en la persona de su sobrino Gaspar Dávila.

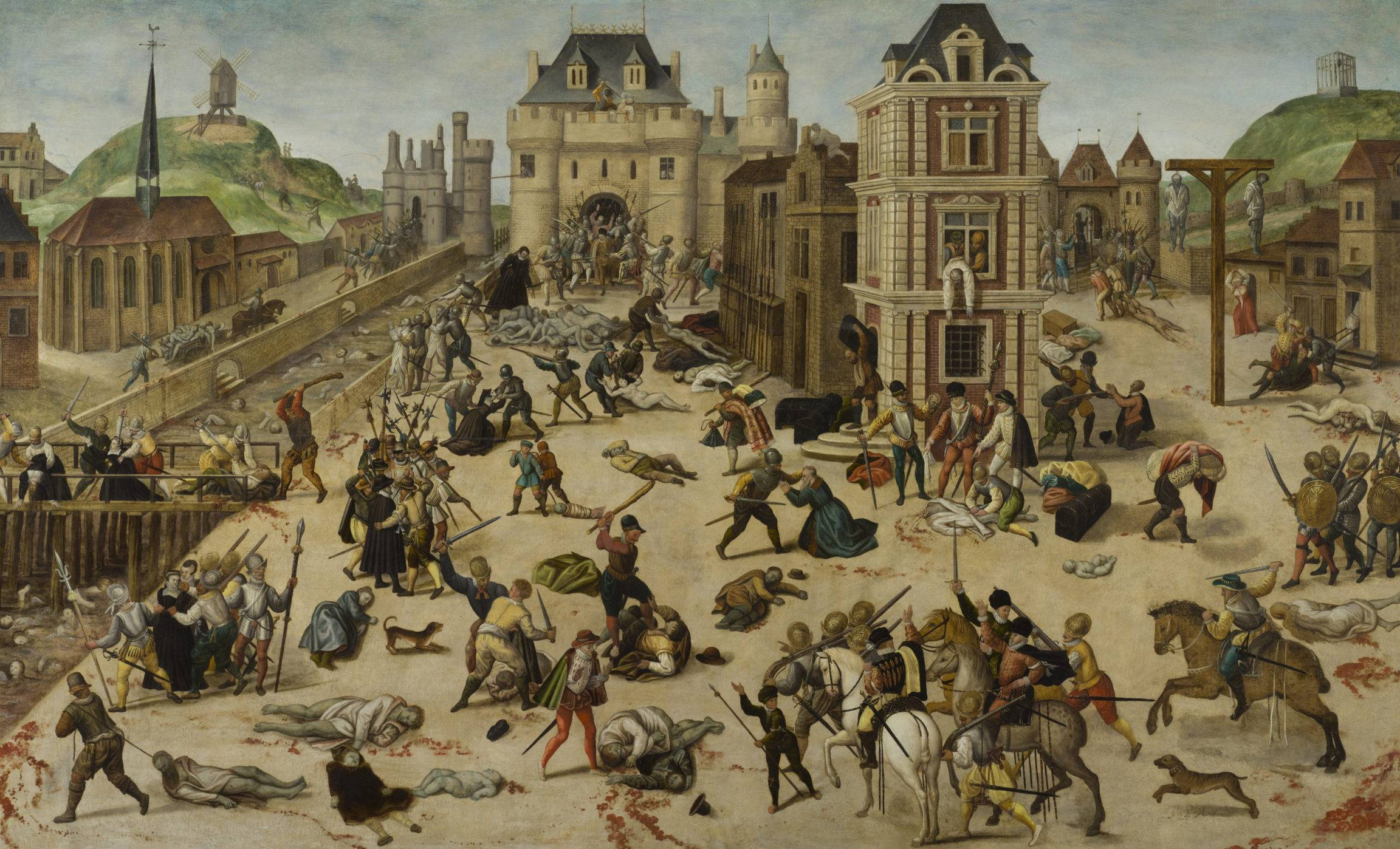
Representación de la Matanza de san Bartolomé según el pintor francés hugonote François Dubois (1529-1584).

- 1572: en París ―en el Día de San Bartolomé― los cristianos católicos asesinan a los cristianos hugonotes (matanza de san Bartolomé).
- 1595 (13 de agosto, según el calendario antiguo): el rey rumano Miguel el Valiente se enfrenta al ejército otomano en la batalla de Calugareni.
- 1628: En una taberna de Portsmouth (Inglaterra), el teniente John Felton asesina al Duque de Buckingham, motivado por el resentimiento popular hacia el aristócrata por sus fracasos al dirigir el apoyo a los hugonotes franceses y al intentar capturar la Flota de Indias española en Cádiz.
- 1799: Napoleón zarpa de Egipto en dirección a Francia.
- 1812: en San Salvador de Jujuy (actual Argentina) ―en el marco de la Guerra de Independencia de Argentina―, el Ejército del Norte ―liderado por el general Manuel Belgrano― se retira hacia Tucumán (Éxodo jujeño).
- 1813: en Alemania, los prusianos vencen a los franceses en la batalla de Grossbeeren.
- 1839: en China, las fuerzas británicas capturan la ciudad de Hong Kong como pase para preparar la guerra contra la dinastía Qing.
- 1866: finaliza la guerra austro-prusiana con el Tratado de Praga.
- 1901: se escala por primera vez los montes Aiguille du Dru y Le Petit Aiguille du Dru.
- 1904: se patentan las primeras cadenas para automóviles.
- 1913: en Copenhague (Dinamarca) se instala la Sirenita.
- 1914: en el marco de la Primera Guerra Mundial, Japón se une al bando aliado y declara la guerra contra el Imperio alemán.
- 1917: en Venezuela, el dictador Juan Vicente Gómez clausura la Imprenta Americana de Maracaibo y el periódico más importante del país, El Fonógrafo.
- 1922: en Lima (Perú) se funda la Federación Peruana de Fútbol.
- 1923: en Vigo (España) se funda el Real Club Celta de Vigo.
- 1927: en Estados Unidos, los anarquistas italianos Nicola Sacco y Bartolomeo Vanzetti son ejecutados en la silla eléctrica.
- 1939: en el marco de la Segunda Guerra Mundial, la Unión Soviética y el Tercer Reich alemán firman el Pacto Ribbentrop-Mólotov.Momento donde se firma el pacto de no agresión.

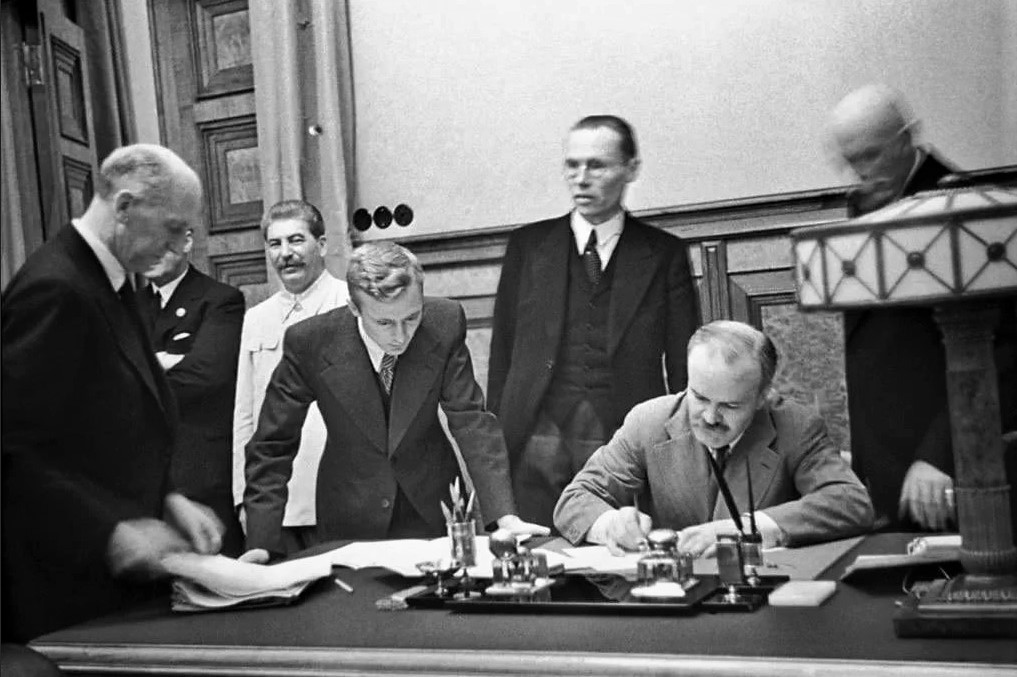
Momento donde se firma el pacto de no agresión.

- 1942: en la Unión Soviética ―en el marco de la Segunda Guerra Mundial― comienza la batalla de Stalingrado. Soldados soviéticos combatiendo en las ruinas de una casa, 1942.

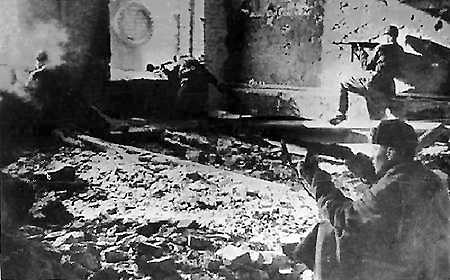
Soldados soviéticos combatiendo en las ruinas de una casa, 1942.

- 1943: en la Unión Soviética ―en el marco de la Segunda Guerra Mundial― Járkov es librada como resultado de la batalla de Kursk.
- 1944: en Rumanía ―en el marco de la Segunda Guerra Mundial― el pueblo depone al dictador fascista Ion Antonescu. El doctor Petru Groza forma un gobierno de coalición. Por conveniencia, el rey Miguel I de Rumania se cambia de bando, poniéndose de parte de los insurrectos. El Golpe de estado en Rumania, se desarrolló en el marco de la denominada "Operación Bagratión", los insurgentes que depusieron a Ion Antonescu, contaban con el apoyo logístico de los soviéticos, con el fin de que Rumania abandonará al eje y  entrará en el bando de los aliados

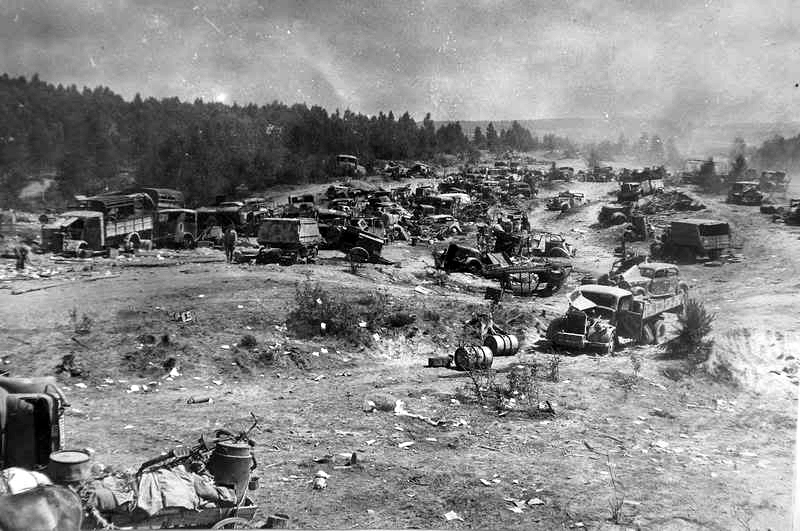
El Golpe de estado en Rumania, se desarrolló en el marco de la denominada "Operación Bagratión", los insurgentes que depusieron a Ion Antonescu, contaban con el apoyo logístico de los soviéticos, con el fin de que Rumania abandonará al eje y entrará en el bando de los aliados

- 1944: en la costa sur de Francia ―en el marco de la Segunda Guerra Mundial― la ciudad de Marsella es liberada.
- 1944: en Warnsveld (Países Bajos) se registra la temperatura más alta en la Historia de ese país: 38,6 °C (102 °F).
- 1948: se funda el Consejo Mundial de Iglesias.
- 1953: en el sitio de pruebas atómicas en Semipalatinsk (Kazajistán), la Unión Soviética hace detonar en caída libre a 600 m de altura su quinta bomba atómica, que la CIA bautizará como Joe-5, de 28 kilotones. Es la primera prueba de una RDS-4, la primera bomba nuclear «táctica».
- 1954: primer vuelo del C-130 Hercules.
- 1957: en el área de pruebas atómicas de Nevada (a unos 100 km al noroeste de la ciudad de Las Vegas), a las 4:30 a. m. (hora local) Estados Unidos detona su bomba atómica Doppler, de 11 kilotones. Es la bomba n.º 104 de las 1129 que Estados Unidos detonó entre 1945 y 1992.
- 1961: en la carretera desde Alquízar hasta Las Cañas (Cuba), a 6 km de la fábrica de cemento Mártires de Artemisa (Cuba), la banda de Tití (Israel García Díaz) ―en el marco de los ataques terroristas organizados por la CIA estadounidense― asesina al miliciano Néstor P. Milián Fernández y hieren a Reynaldo Aguiar, trabajador de la fábrica. Más tarde, en el poblado de Las Cañas, la banda de Tití (Israel García Díaz) asalta la casa de la anciana Gregoria Suárez, quien resulta herida grave.[2]
- 1962: en Reino Unido se casan el cantante John Lennon y Cynthia Powell.
- 1962: en Buenos Aires (Argentina) es secuestrado y desaparecido Felipe Vallese. Jorge Rulli denuncia que «muchos compañeros [peronistas] fueron torturados por los marinos de la Esma (Escuela de Mecánica de la Armada) durante el plan Conintes» impuesto por Arturo Frondizi.
- 1963: en el área de pruebas atómicas de Nevada (a unos 100 km al noroeste de la ciudad de Las Vegas), a las 4:30 a. m. (hora local) Estados Unidos detona sus bombas atómicas Kohocton y Natches, de 2 y 20 kt. Son las bombas n.º 1079 y 1080 de las 1129 que Estados Unidos detonó entre 1945 y 1992.
- 1966: el satélite espacial estadounidense Lunar Orbiter toma la primera fotografía de la Tierra vista desde la Luna.
- 1970: en los Estados Unidos, el Sindicato de Mexicanos ―liderado por César Chávez― inicia la Huelga del Salad Bowl, que fue la huelga de trabajadores del campo más importante de ese país.
- 1973: en Estocolmo (Suecia) ocurre el asalto a un banco sueco, cuyas circunstancias darán origen al término "síndrome de Estocolmo".
- 1973: en Chile, Augusto Pinochet es nombrado "comandante en jefe del ejército" por el presidente Salvador Allende. El 11 de septiembre (dos semanas más tarde) lideró el golpe de Estado que derrocó al gobierno de Allende y la Unidad Popular.Augusto José Ramón Pinochet Ugarte

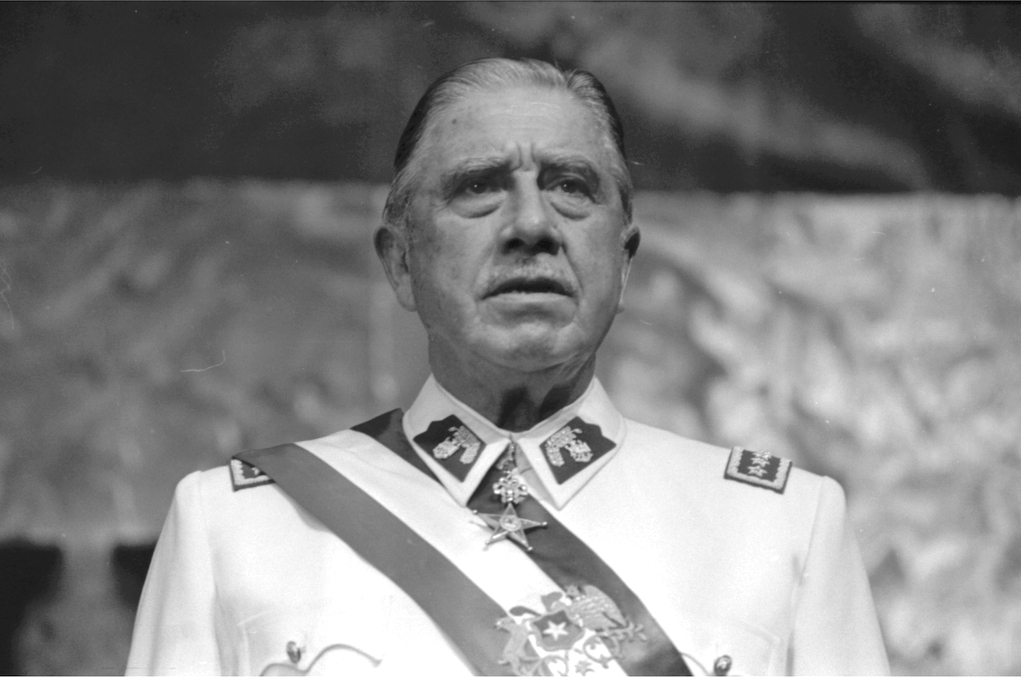
Augusto José Ramón Pinochet Ugarte

- 1974: Afirmación del pabellón argentino en los submarinos de ataque ARA Salta (S-31) y ARA San Luis (S-32), construidos en el astillero Howaldtswerke-Deutsche-Werft AG de Alemania Occidental y terminados de armar en Tandanor.
- 1977: en Estados Unidos, el gobernador de Massachusetts exonera simbólicamente a Nicola Sacco y Bartolomeo Vanzetti, ejecutados 50 años atrás.
- 1977: en Bolivia se funda la Liga de Fútbol Profesional Boliviano, la cual dio inicio a la era profesional del fútbol boliviano a nivel de clubes. A partir de esta fecha pasó a ser la Primera División.
- 1980: en Managua, en un acto de masas, se da el cierre de la Cruzada Nacional de Alfabetización impulsada por el gobierno revolucionario del FSLN que redujo el analfabetismo en Nicaragua.
- 1982: Bachir Gemayel es elegido presidente del Líbano en medio de una guerra civil.
- 1988: a 289 m bajo tierra, en el área de pruebas atómicas de Nevada (a unos 100 km al noroeste de la ciudad de Las Vegas), a las 10:30 a. m. (hora local), Estados Unidos detona simultáneamente sus bombas atómicas Harlingen 1 y Harlingen 2, de 2 y 20 kt. Son las bombas n.º 1079 y 1080 de las 1129 que Estados Unidos detonó entre 1945 y 1992.
- 1989: en Estonia, Lituania y Letonia tiene lugar la protesta conocida como Cadena Báltica, demandando una mayor soberanía para las Repúblicas bálticas.
- 1990: Armenia se independiza de la Unión Soviética.
- 1991: en los Estados Unidos se estrena la consola Super Nintendo Entertainment System.
- 1996: el Congreso de la República del Perú aprueba la ley de interpretación auténtica del artículo 112 de la Constitución, que posibilita la eventual postulación del presidente Alberto Fujimori a una nueva reelección en el 2000.
- 2005: El Vuelo 204 de TANS Perú, se estrella a las afueras de la ciudad de Pucallpa. 40 de los 98 tripulantes murieron.
- 2006: Natascha Kampusch escapa de la casa de su secuestrador después de ocho años secuestrada.
- 2009: en Bahamas, Stefanía Fernández es coronada como Miss Universo siendo la sexta venezolana en ganar el certamen.
- 2011: en Libia, los rebeldes que organizaron la Rebelión árabe en Libia consiguen tomar la capital del país, Trípoli.
- 2011: en Virginia (Estados Unidos) se produce un sismo de magnitud 5.8, a la 1:51 PM EDT (17:51 UTC).[3]
- 2019: La cantante estadounidense Taylor Swift lanza su séptimo álbum de estudio Lover.
- 2020: En Lisboa (Portugal), el Bayern de Múnich se convierte en campeón de la UEFA Champions League tras ganarle 1 a 0 al París Saint Germain.
- 2022: Se celebran los Premios Carlos Gardel 2022
- 2023: La sonda espacial Chandrayaan-3 de la India aterriza con éxito en la Luna. De esta manera, es el primer país en visitar el polo sur lunar. Este hito también convirtió a India en el cuarto país en lograr un alunizaje suave.

## Nacimientos
- 686: Carlos Martel, aristócrata y militar franco (f. 741).
- 963: Ricardo II de Normandía, aristócrata normando (f. 1027).
- 980: Avicena, filósofo persa (f. 1037).
- 1486: Sigismund Herberstein, diplomático e historiador austríaco (f. 1566).
- 1498: Miguel de la Paz, príncipe de Asturias y Gerona y príncipe heredero de Portugal (f. 1500).
- 1517: Francisco I de Lorena, aristócrata francés (f. 1545).
- 1524: François Hotman, abogado y escritor francés (f. 1590).
- 1741: Jean-François de La Pérouse, marino y explorador francés (f. 1788).

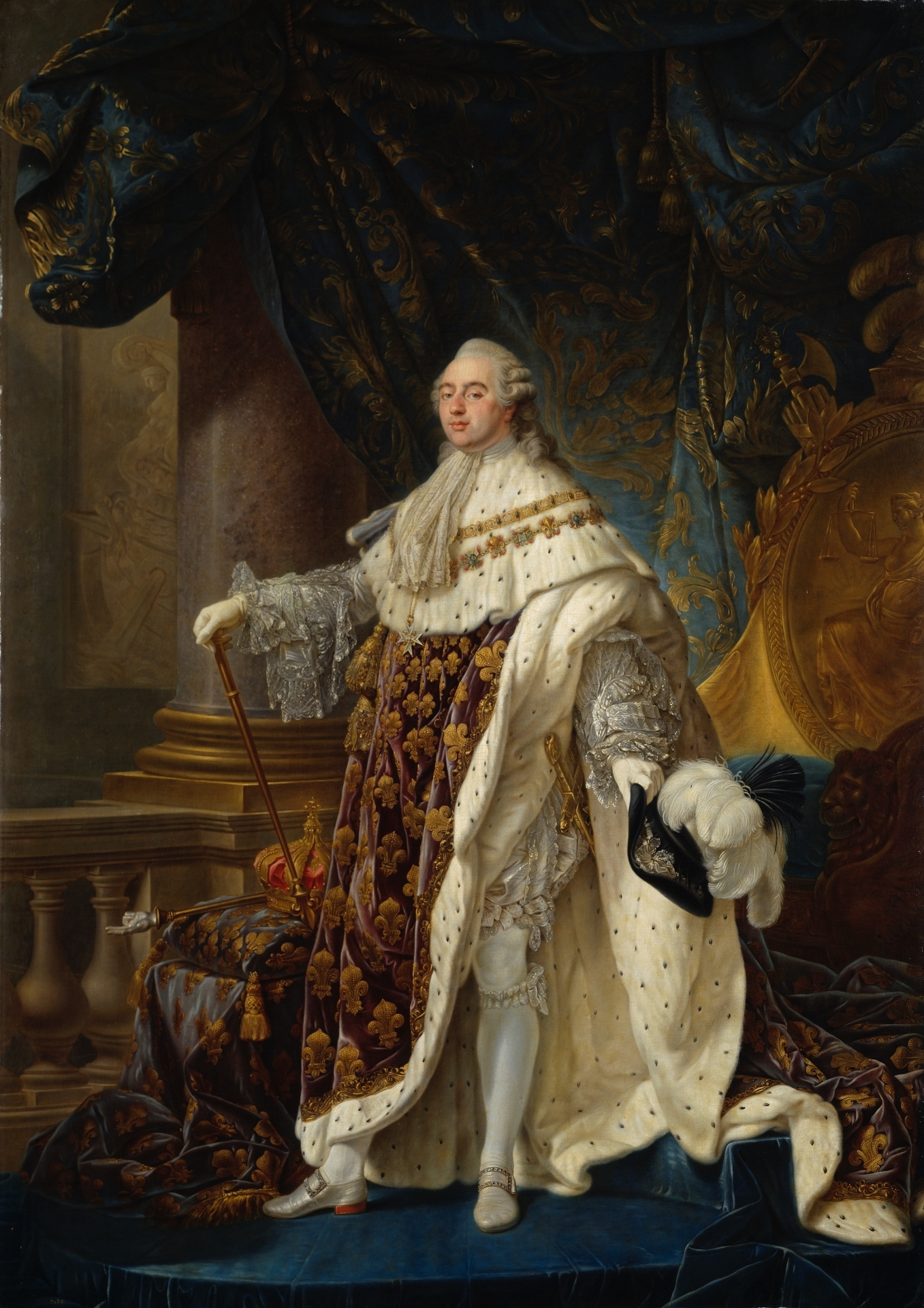
Luis XVI.

- 1754: Luis XVI, rey francés (f. 1793).
- 1761: Gottlob Ernst Schulze, filósofo alemán (f. 1833).
- 1769: Georges Cuvier, naturalista francés (f. 1832).
- 1779: Manuel Crescencio García Rejón, político, periodista y abogado mexicano (f. 1849).
- 1785: Oliver Hazard Perry, oficial naval estadounidense (f. 1819).
- 1829: Felipe Berriozábal, militar y político mexicano (f. 1900).
- 1836: María Enriqueta de Austria (f. 1902).
- 1845: Daniel de Solier, militar argentino (f. 1903).
- 1849: William Ernest Henley, poeta y escritor británico (f. 1903).

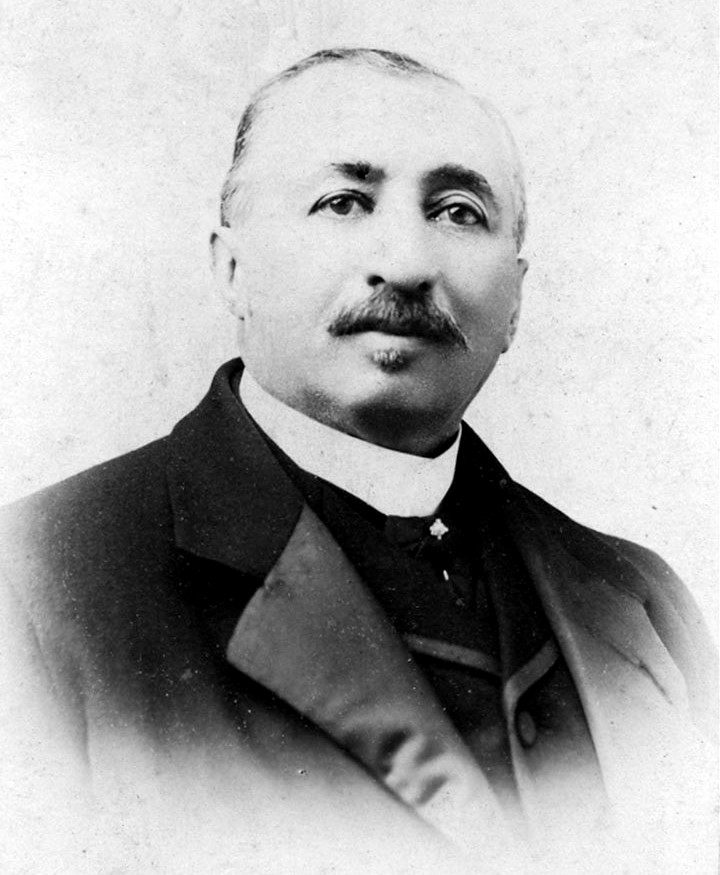
Clímaco Calderón.

- 1852: Clímaco Calderón, político colombiano, 15.º presidente (f. 1913).
- 1854: Moritz Moszkowski, compositor y pianista polaco (f. 1925).
- 1864: Eleutherios Venizelos, primer ministro griego (f. 1936).
- 1867: Marcel Schwob, escritor francés.
- 1869: Edgar Lee Masters, poeta estadounidense (f. 1950).
- 1880: Aleksandr Grin, escritor ruso (f. 1932).
- 1891: Maximino Ávila Camacho, militar y político mexicano (f. 1945).
- 1892: Felipe Ferreiro, político y escritor uruguayo (f. 1963).
- 1894: Áurea Cuadrado Castillón, anarcofeminista española (f. 1969).
- 1895: Luis Arata, actor argentino (f. 1967).
- 1900: Ernst Krenek, compositor austriaco (f. 1991).
- 1903: William Primrose, violista británico (f. 1982).
- 1905: Ernie Bushmiller, historietista estadounidense (f. 1982).
- 1905: Constant Lambert, director de orquesta y compositor británico (f. 1951).
- 1905: Cristino Mallo, escultor español (f. 1989).
- 1905: Julio Martínez Santa-Olalla, arqueólogo español (f. 1972).
- 1909: Adolf Scherbaum, trompetista húngaro (f.  2000)

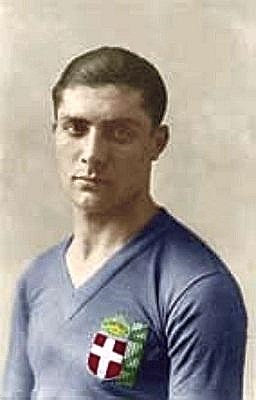
Giuseppe Meazza.

- 1910: Giuseppe Meazza, futbolista italiano (f. 1979).

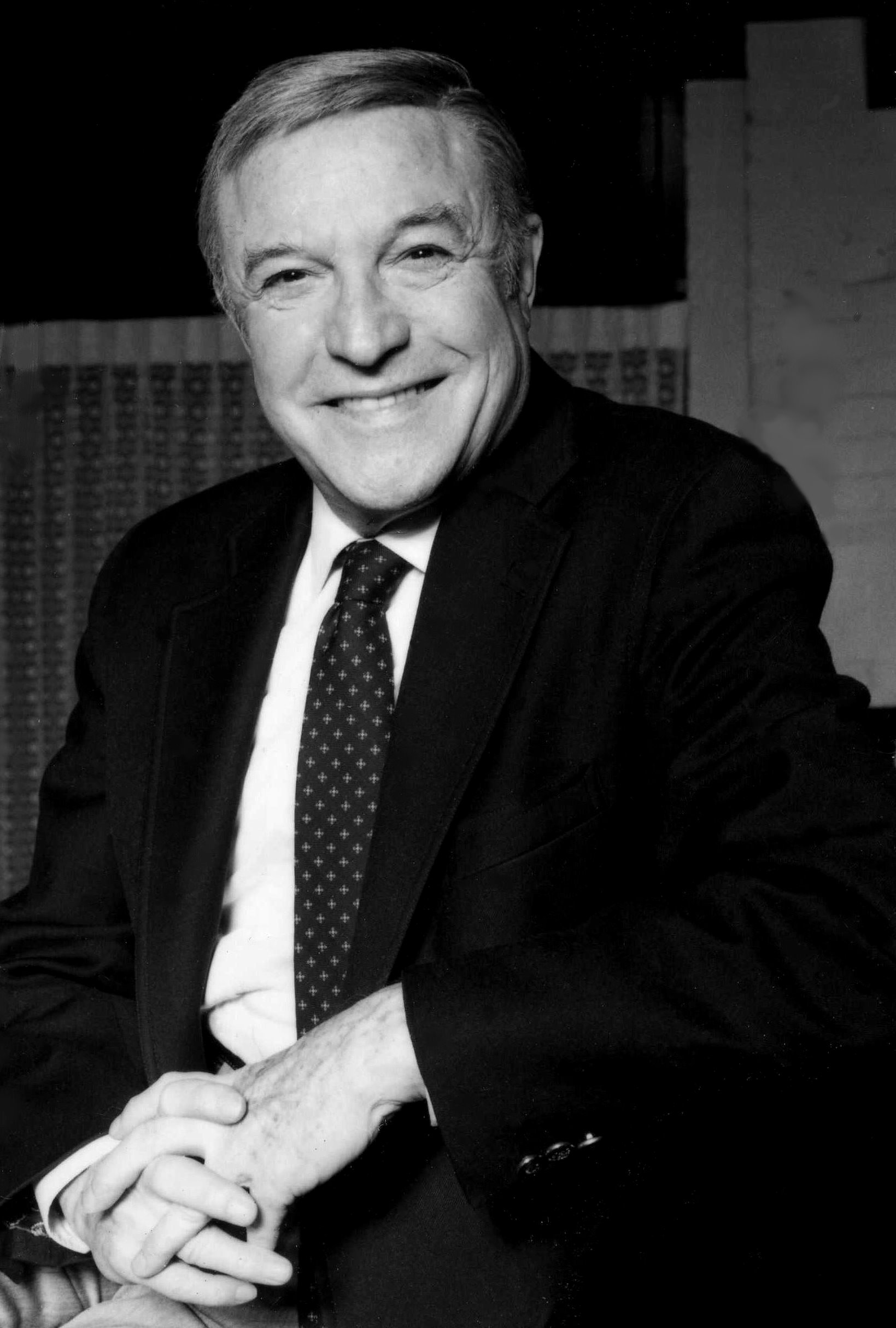
Gene Kelly.

- 1912: Gene Kelly, bailarín, cineasta y actor estadounidense (f. 1996).
- 1913: Luis Felipe Ramón y Rivera, compositor y folklorista venezolano (f. 1993).
- 1915: Esther Fernández, actriz mexicana (f. 1999).
- 1917: Tex Williams, guitarrista y compositor estadounidense (f. 1985).
- 1918: Alberto Fernández Ruiloba, empresario y político mexicano (f. 2003).
- 1920: Leo Marini, cantante y actor argentino (f. 2000).
- 1921: Felipe López Licea, torero mexicano.
- 1921: Kenneth Arrow, economista estadounidense (f. 2017).
- 1922: Patricio Phillips Peñafiel, político chileno (f. 1997).
- 1923: Edgar Frank Codd, científico informático británico (f. 2003).
- 1923: Héctor García Cobo, fotógrafo mexicano (f. 2012).
- 1924: Ephraim Kishon, escritor israelí (f. 2005).
- 1924: Robert Solow, economista estadounidense, Premio de Economía Conmemorativo de Alfred Nobel 1987 (f. 2023).
- 1925: Robert Mulligan, cineasta estadounidense (f. 2008).
- 1925: Edgardo Boeninger, economista, ingeniero y político chileno (f. 2009).
- 1926: Clifford Geertz, antropólogo estadounidense (f. 2006).
- 1927: Dick Bruna, ilustrador e historietista neerlandés (f. 2017).
- 1927: Ginamaría Hidalgo, cantante argentina (f. 2004).
- 1927: Martial Solal, pianista y compositor francés.
- 1928: Heberto Castillo, político mexicano. (f. 1997).

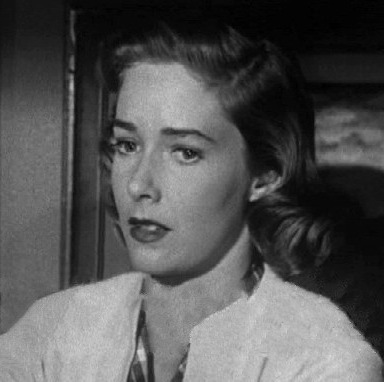
Vera Miles.

- 1929: Vera Miles, actriz estadounidense.
- 1930: Michel Rocard, político francés (f. 2016).
- 1931: Hamilton O. Smith, microbiólogo estadounidense, premio nobel de medicina en 1978.
- 1931: Barbara Eden, actriz estadounidense.
- 1932: Houari Boumedienne, político y militar argelino (f. 1978).
- 1933: Robert F. Curl, químico estadounidense, premio nobel de química en 1996 (f. 2022).
- 1933: Amparo Soler Leal, actriz española (f. 2013).
- 1934: Sonny Jurgensen, futbolista estadounidense.
- 1934: Gregorio Pérez Companc, empresario argentino.
- 1934: Carlos Amigo, religioso católico español (f. 2022).
- 1935: Marcos Coll, futbolista colombiano. (f. 2017)
- 1936: Henry Lee Lucas, asesino en serie estadounidense (f. 2001).
- 1937: Rodolfo Machado, actor argentino (f. 2020).
- 1939: Fernando Luján, actor mexicano (f. 2019).
- 1939: Evaristo Márquez, actor de cine colombiano. (f. 2013).
- 1940: Thomas A. Steitz, bioquímico estadounidense, premio nobel de química en 2009 (f. 2018).
- 1942: Susana Vieira, actriz brasileña.
- 1943: Raúl Cubas Grau, político paraguayo, presidente de Paraguay entre 1998 y 1999.

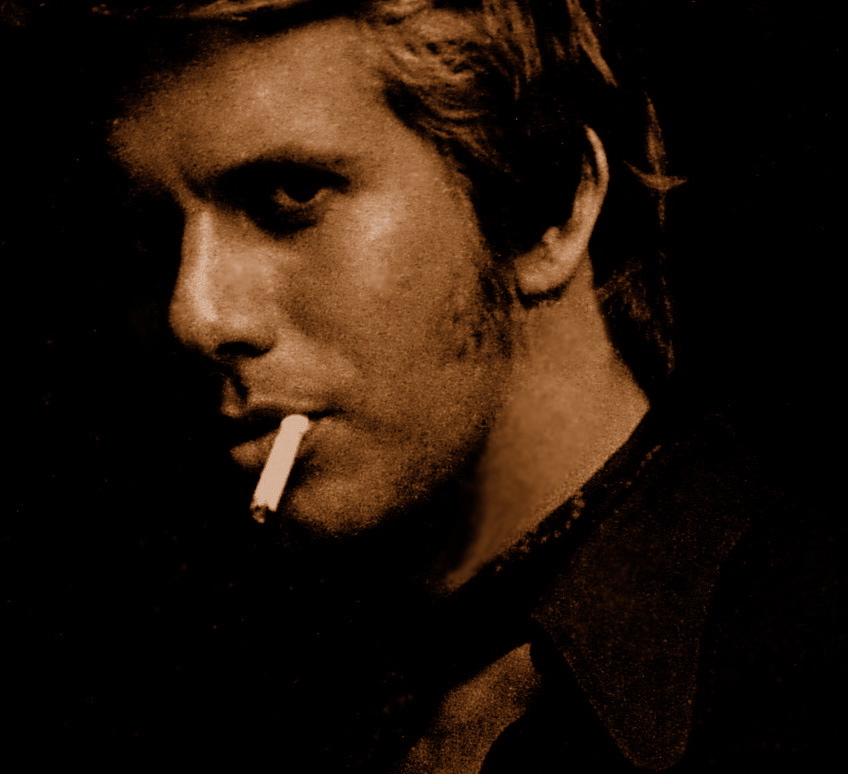
Pino Presti

- 1943: Pino Presti, bajista, arreglista, compositor, director y productor italiano.
- 1945: Bob Peck, actor británico (f. 1999).
- 1946: Tarik Carson, escritor y pintor uruguayo (f. 2014).
- 1946: Keith Moon, baterista británico, de la banda The Who (f. 1978).
- 1947: Terje Rypdal, guitarrista y compositor noruego, de la banda The Vanguards.
- 1949: William Lane Craig, filósofo y teólogo estadounidense.
- 1949: Rick Springfield, compositor, guitarrista y actor australiano, de la banda Zoot.
- 1950: Jorge Desormeaux, economista chileno.
- 1950: Roza Otunbáyeva, expresidenta de Kirguistán.
- 1951: Allan Bristow, baloncestista y entrenador estadounidense.
- 1951: Jimi Jamison, compositor y guitarrista estadounidense, de la banda Survivor (f. 2014).
- 1951: Akhmad Kadyrov, presidente checheno (f. 2004).

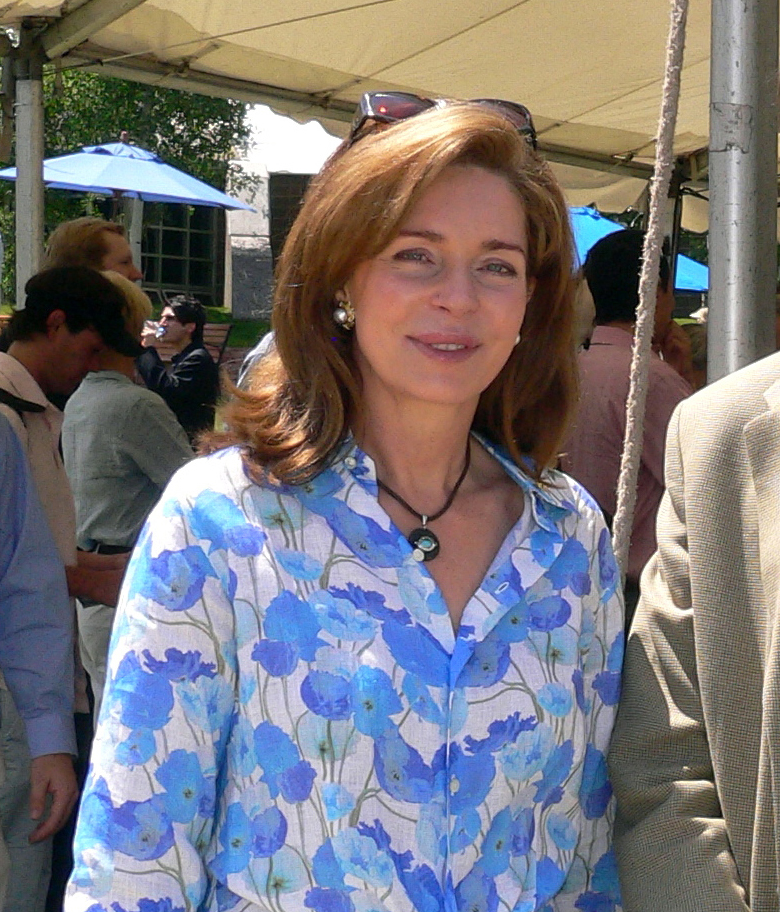
Noor de Jordania.

- 1951: Noor de Jordania, reina estadounidense.
- 1952: Carlos Alonso "Santillana", futbolista español.
- 1953: Arturas Paulauskas, político lituano.
- 1956: Cris Morena, modelo, actriz, compositora y productora de televisión argentina.
- 1956: Skipp Sudduth, actor estadounidense.
- 1956: Guillermo Tovar de Teresa, historiador y coleccionista mexicano (f. 2013).
- 1958: Julio Franco, beisbolista dominicano
- 1959: Edwyn Collins, cantante británico.
- 1960: Chris Potter, actor canadiense.
- 1961: Dean DeLeo, guitarrista estadounidense, de la banda Stone Temple Pilots.

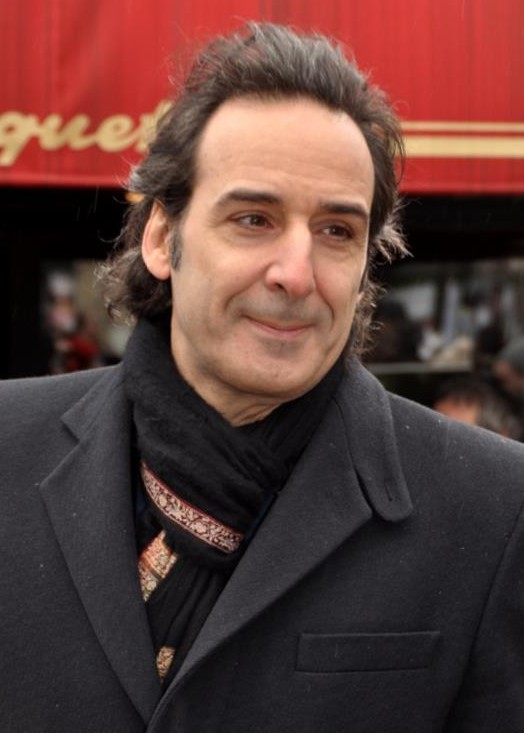
Alexandre Desplat.

- 1961: Alexandre Desplat, compositor francés.
- 1961: Gary Mabbutt, futbolista británico.
- 1963: Chan-Wook Park, cineasta coreano.
- 1963: Glória Pires, actriz brasileña.
- 1963: Laura Flores, actriz, cantante y conductora de televisión mexicana.
- 1964: Johan Bruyneel, ciclista belga.
- 1964: Yoshikazu Taru, luchador japonés.
- 1964: Bruno Gerber, piloto de bobsleigh suizo.
- 1965: Roger Avary, cineasta canadiense.
- 1966: Alberto Acosta, futbolista argentino.
- 1966: Charley Boorman, actor y escritor británico.
- 1966: Rik Smits, baloncestista estadounidense.
- 1967: Cedella Marley, cantante jamaicana.
- 1967: Kazumi Totaka, compositor japonés.
- 1968: Cortez Kennedy, jugador estadounidense de fútbol americano (f. 2017).
- 1969: Alexandra Moreno Piraquive, política colombiana.
- 1970: Lawrence Frank, entrenador de baloncesto estadounidense.
- 1970: Brad Mehldau, pianista y compositor estadounidense.
- 1970: Jay Mohr, actor y cómico estadounidense.

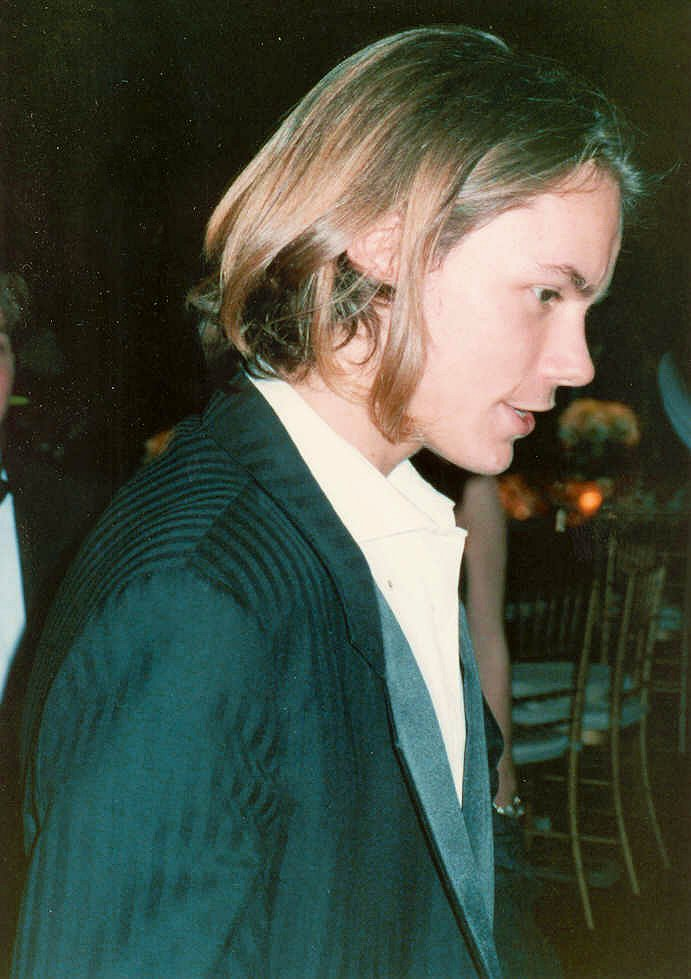
River Phoenix.

- 1970: River Phoenix, actor estadounidense (f. 1993).

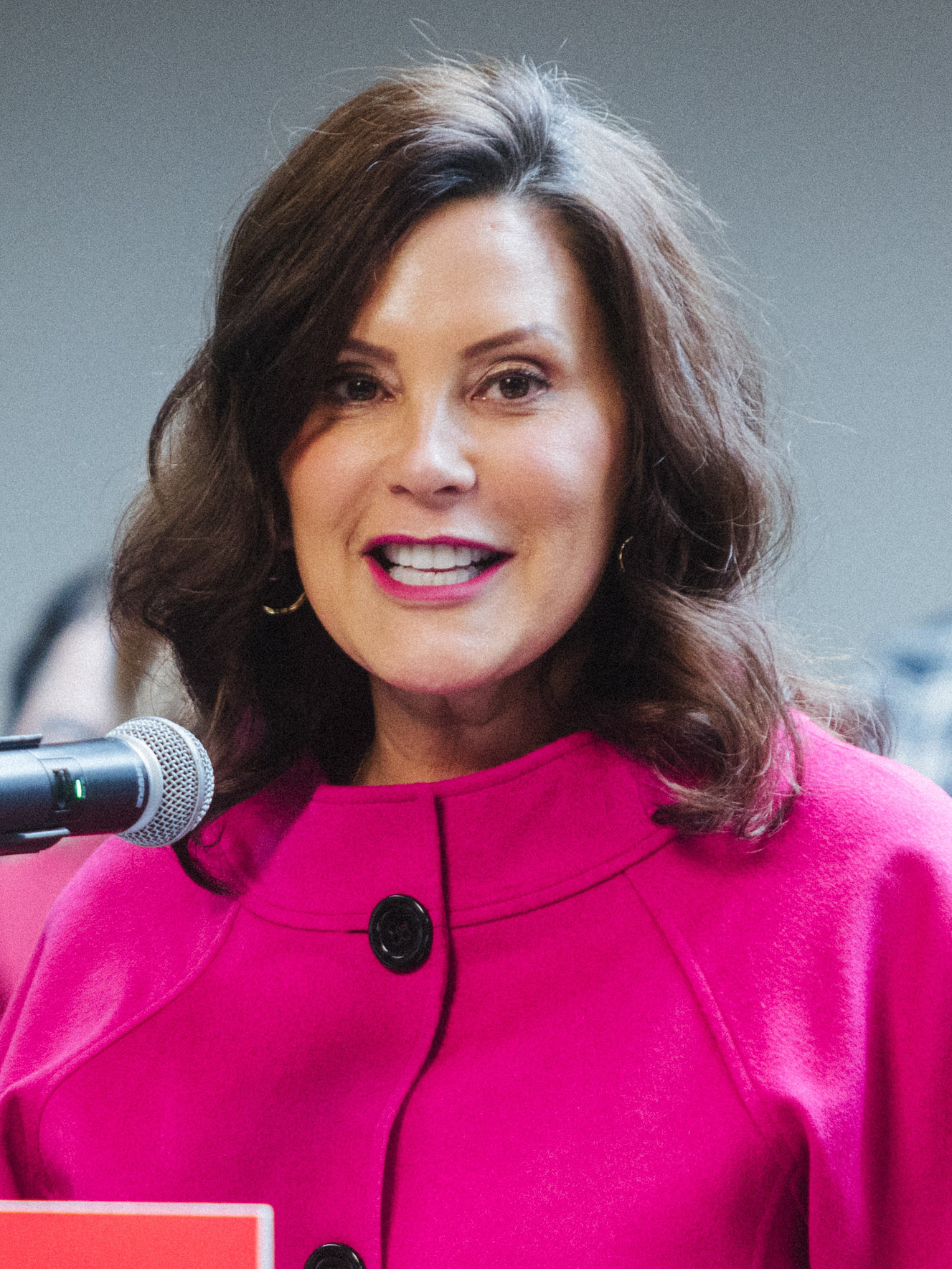
Gretchen Whitmer

- 1971: Demetrio Albertini, futbolista italiano.
- 1971: Aleksandr Novak, político ruso
- 1971: Bone Crusher, rapero estadounidense.
- 1971: Gretchen Whitmer, abogada y política estadounidense, Gobernadora de Míchigan desde 2019.
- 1972: Martin Grainger, futbolista británico.
- 1972: Manuel Vidrio, futbolista mexicano.
- 1973: Casey Blake, beisbolista estadounidense.
- 1973: Mariela Celis, presentadora, periodista, locutora, actriz y comediante venezolana.
- 1974: Alejandro Freire, beisbolista venezolano.
- 1974: Konstantin Novoselov, físico anglo-ruso.
- 1974: Ray Park, actor británico.
- 1974: Carmen Porter, periodista española.
- 1974: Makoto Raiku, dibujante de manga japonés.
- 1974: Pablo Montero, cantante y actor mexicano.
- 1975: Sean Marks, baloncestista neozelandés.
- 1975: Miguel Francisco Pereira, futbolista angoleño.
- 1976: Scott Caan, actor estadounidense.
- 1976: Pat Garrity, baloncestista estadounidense.
- 1977: Douglas Sequeira, futbolista costarricense.
- 1977: Ariel Winograd, cineasta, guionista y productor argentino.

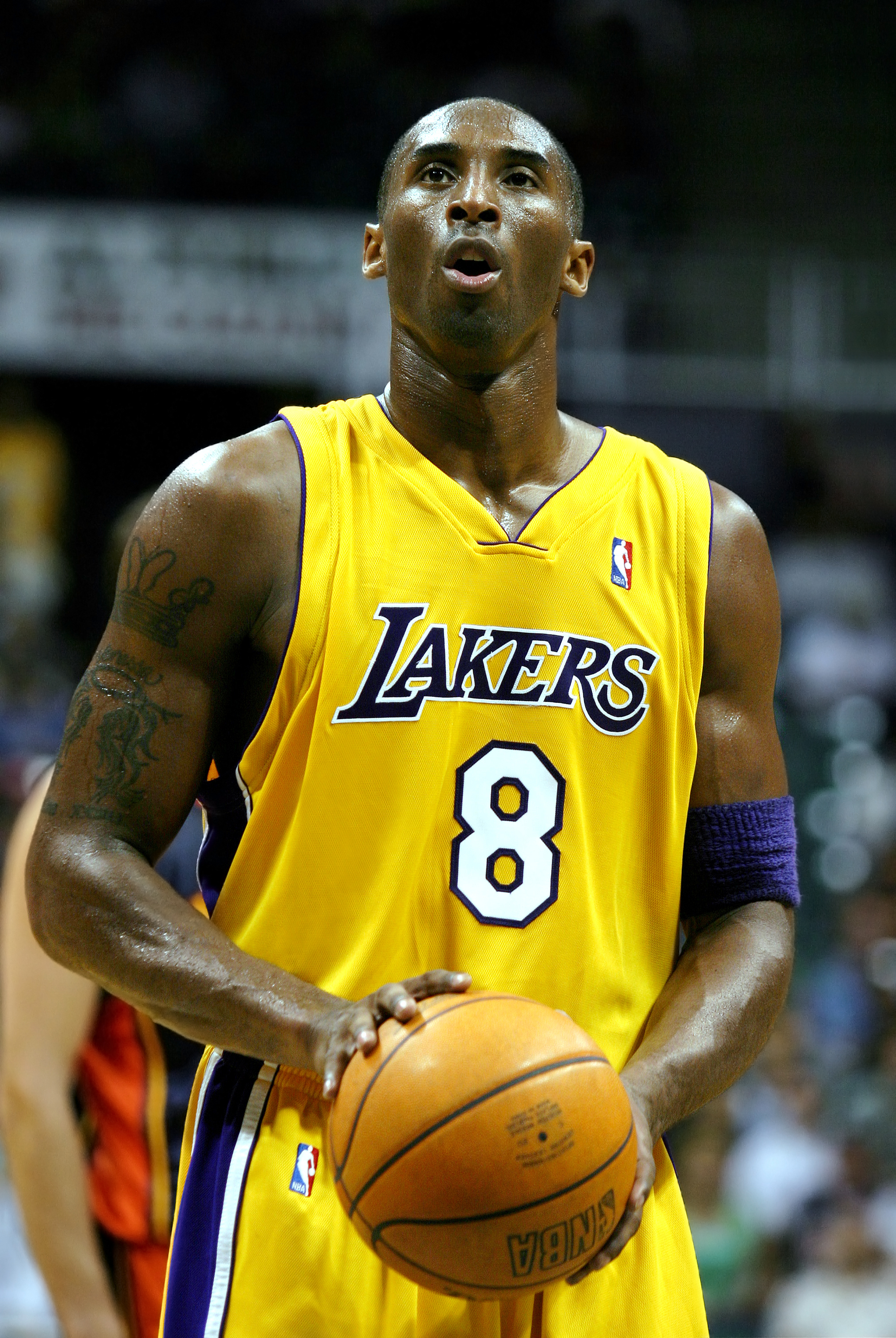
Kobe Bryant.

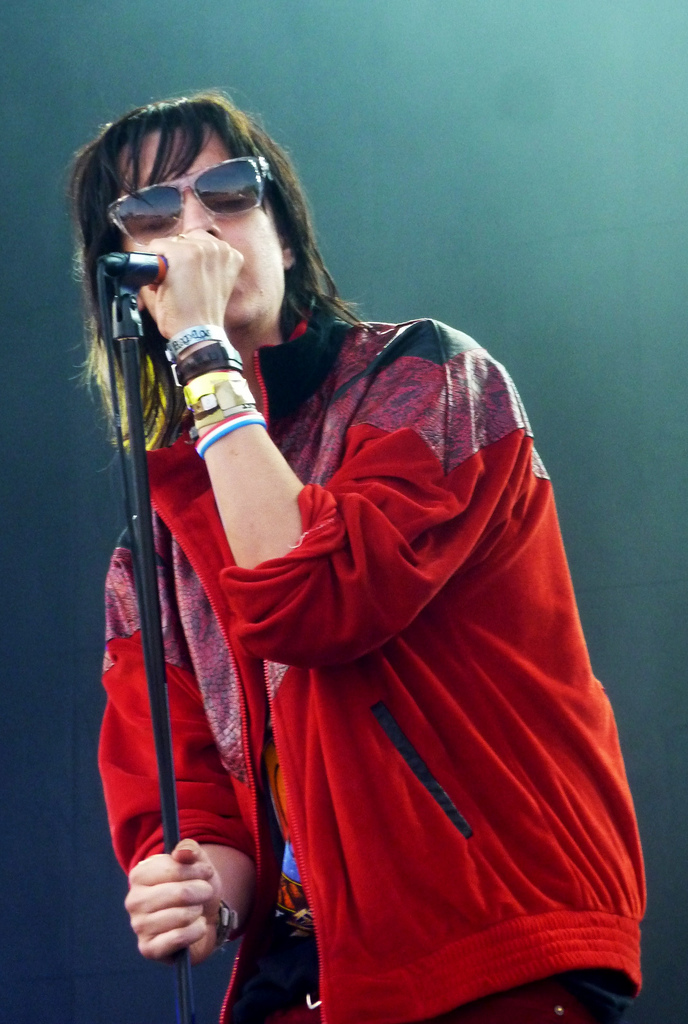
Julian Casablancas.

- 1978: Kobe Bryant, baloncestista estadounidense (f. 2020).
- 1978: Julian Casablancas, vocalista estadounidense, de la banda The Strokes y The Voidz.
- 1979: Alekséi Besprozvannij, político ruso, actual gobernador del Óblast de Kaliningrado.
- 1980: Denny Bautista, beisbolista dominicano.
- 1980: Rex Grossman, jugador de fútbol americano estadounidense.
- 1981: Carlos Cuéllar, futbolista español.
- 1982: Natalie Coughlin, nadadora estadounidense.
- 1982: Emmanuel Osei, futbolista ghanés.
- 1982: Cristian Tudor, futbolista rumano (f. 2012).
- 1982: Trevor Wright, actor estadounidense.
- 1983: Joseph Bailey, luchador estadounidense (f. 2010).
- 1983: Bruno Spengler, piloto de automovilismo canadiense.
- 1983: James Collins, futbolista británico.
- 1983: Ruta Gedmintas, actriz británica.
- 1983: Sun Ming Ming, baloncestista chino.
- 1984: Glen Johnson, futbolista británico.
- 1985: Valeria Lukyanova, modelo ucraniana.
- 1986: Sky Blu, cantante estadounidense, de la banda LMFAO.
- 1986: Neil Cicierega, youtuber, comediante, cantante y cineasta estadounidense.
- 1987: Nikki Gil, actriz y cantante filipina.
- 1987: Natalia Salas, actriz peruana.
- 1987: Benja Martínez, futbolista español.
- 1988: Olga Govortsova, tenista bielorrusa.
- 1988: Jeremy Lin, baloncestista estadounidense.
- 1988: Jimmy Nirlo, futbolista francés.

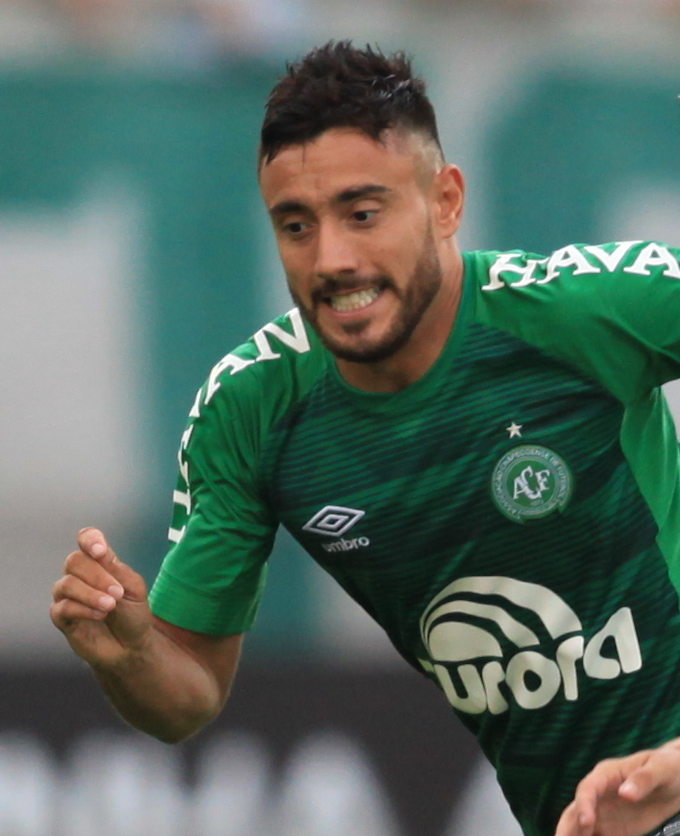
Alan Ruschel

- 1989: Alan Ruschel, futbolista brasileño, uno de los tres sobrevivientes al Vuelo 2933 de LaMia.
- 1989: Trixie Mattel, drag Queen estadounidense.
- 1991: Beatriz Fanjul, política española.
- 1991: Nickoy Christian, futbolista jamaicano.
- 1992: Lennard Sowah, futbolista alemán.
- 1992: Shintaro Shimizu, futbolista japonés.
- 1992: Kento Dodate, futbolista japonés.
- 1992: Mamuka Kobakhidze, futbolista georgiano.
- 1992: José Hurtado, futbolista ecuatoriano.
- 1993: Bárbara Santibáñez, futbolista y entrenadora chilena.
- 1993: Elking Scoby, futbolista costarricense.
- 1993: Sergio Hernández Buzo, futbolista costarricense.
- 1993: Brito da Silva Josenildo, futbolista brasileño.
- 1993: Iván López Mendoza, futbolista español.
- 1994: August Ames, actriz pornográfica canadiense (f. 2017).
- 1994: Dominik Raschner, esquiador alpino austriaco.
- 1994: Maxim Gólubev, remero ruso.
- 1994: Andy Vidal, futbolista peruano.
- 1994: Nicolás Ibáñez, futbolista argentino.
- 1994: Emre Kılınç, futbolista turco.
- 1994: Shōya Nakajima, futbolista japonés.
- 1995: Dani Romera Andújar, futbolista español.
- 1995: Thomas Mayer, futbolista austriaco.
- 1995: Rolandas Baravykas, futbolista lituano.
- 1995: Vlada Kubassova, futbolista estonia.
- 1995: David Djigla, futbolista beninés.
- 1996: David Gore, actor estadounidense.
- 1996: William Perrett, ciclista británico.
- 1996: Andy Kawaya, futbolista belga.
- 1996: Xavi Quintillà, futbolista español.
- 1996: Kensei Nakashima, futbolista japonés.
- 1996: Yōsuke Ideguchi, futbolista japonés.
- 1996: Yomira Pinzón, futbolista panameña.
- 1997: Juan Soriano Oropesa, futbolista español.
- 1997: Óscar Melendo, futbolista español.
- 1997: Lazaros Rota, futbolista griego.
- 1998: Sherel Floranus, futbolista neerlandés.
- 1998: P. J. Washington, baloncestista estadounidense.
- 1998: Brooklyn McDougall, patinadora de velocidad sobre hielo canadiense.
- 1998: Leki Fotu, jugador de fútbol americano estadounidense.
- 1998: Bryce Miller, beisbolista estadounidense.
- 1998: Fernando Juárez, futbolista argentino.
- 1998: Bryan Reyna, futbolista peruano.
- 1999: Ryo Yamashita, futbolista japonés.
- 1999: Marc Baró, futbolista español.
- 1999: Ignasi Vilarrasa, futbolista español.
- 1999: Anders Halland Johannessen, ciclista noruego.
- 1999: Tobias Halland Johannessen, ciclista noruego.
- 2000: Zhu Chenjie, futbolista chino.
- 2001: Abdoul Tapsoba, futbolista burkinés.
- 2001: Marco Tilio, futbolista australiano.
- 2002: Adam Obert, futbolista eslovaco.
- 2002: Adam Stejskal, futbolista checo.
- 2003: Sandro-Luca Molnar, futbolista austriaco.

## Fallecimientos
- 93: Cneo Julio Agrícola, general y político romano (n. 40).
- 406: Radagaiso, rey godo (n. ¿?).
- 634: Abu Bakr as-Siddiq, califa islámico (n. 573).
- 818: Ali ibn Musa, imán islámico (n. 765).
- 1176: Rokujō Tennō, emperador japonés (n. 1164).

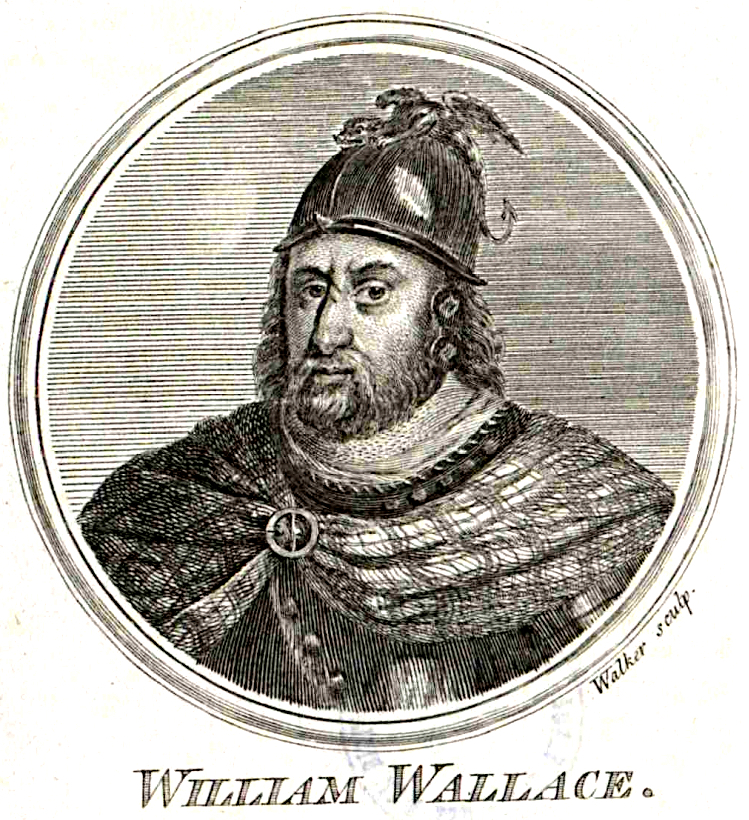
William Wallace.

- 1305: William Wallace, libertador escocés (n. 1272).
- 1387: Olaf II, rey dinamarqués (n. 1370).
- 1498: Isabel de Aragón, reina consorte de Portugal, princesa de Asturias y infanta de Aragón, Castilla y Sicilia (n. 1470).
- 1507: Jean Molinet, escritor francés (n. 1435).
- 1540: Guillaume Budé, humanista francés (n. 1467).

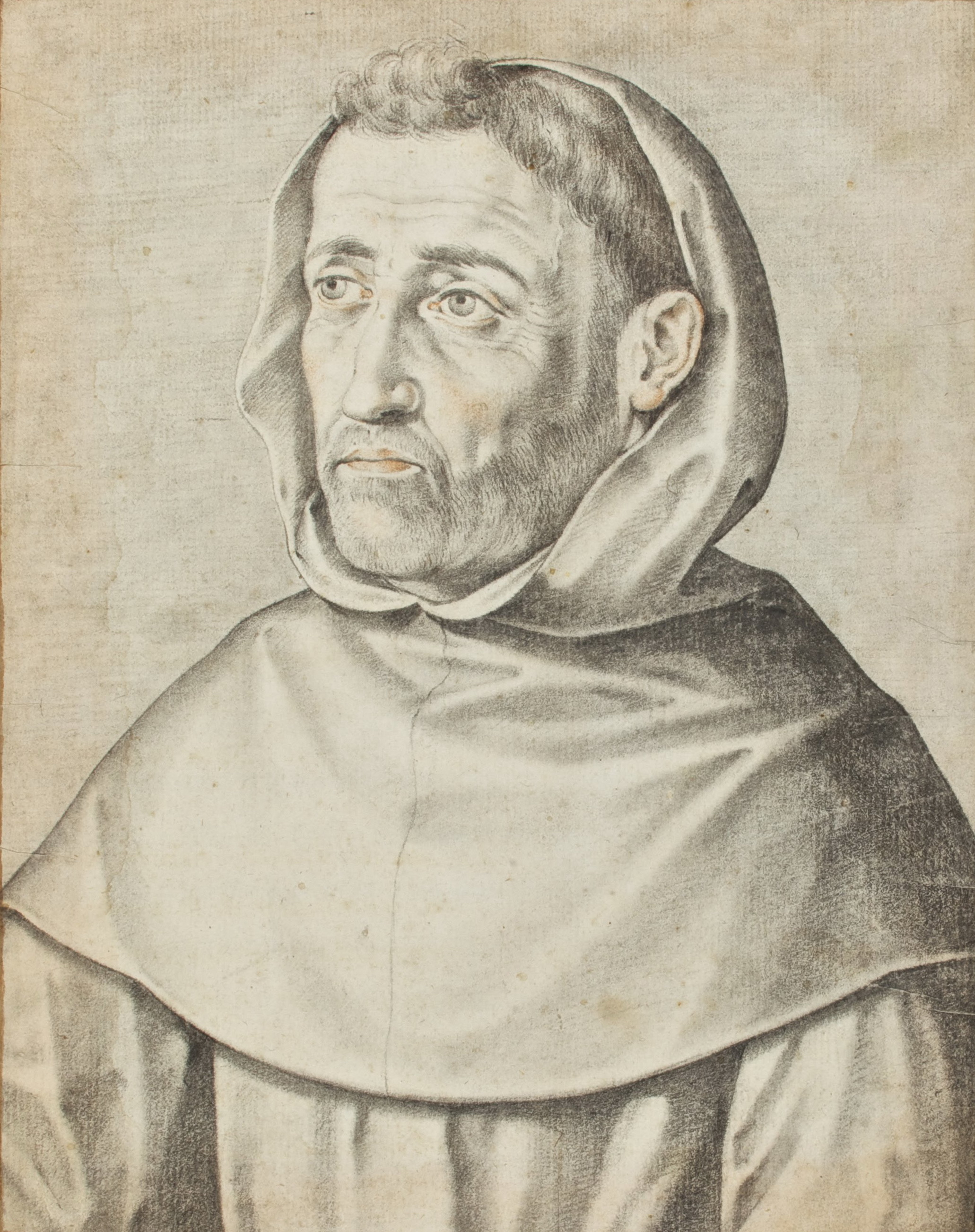
Fray Luis de León.

- 1591: Fray Luis de León, profesor, teólogo y poeta español (n. 1527).
- 1618: Gerbrand Bredero, escritor neerlandés (n. 1585).
- 1628: George Villiers, aristócrata inglés (n. 1592).
- 1777: Charles-Joseph Natoire, pintor francés (n. 1700).
- 1806: Charles-Augustin de Coulomb, físico francés (n. 1736).
- 1813: Alexander Wilson, poeta, naturalista e ilustrador estadounidense (n. 1766).
- 1819: Oliver Hazard Perry, almirante estadounidense (n. 1785).
- 1822: Juan José Rondón, militar venezolano, 1.er coronel afrodescendiente (n. 1790).
- 1831: Ferenc Kazinczy, escritor húngaro (n. 1759).
- 1838: Ferenc Kölcsey, poeta y político húngaro (n. 1790).

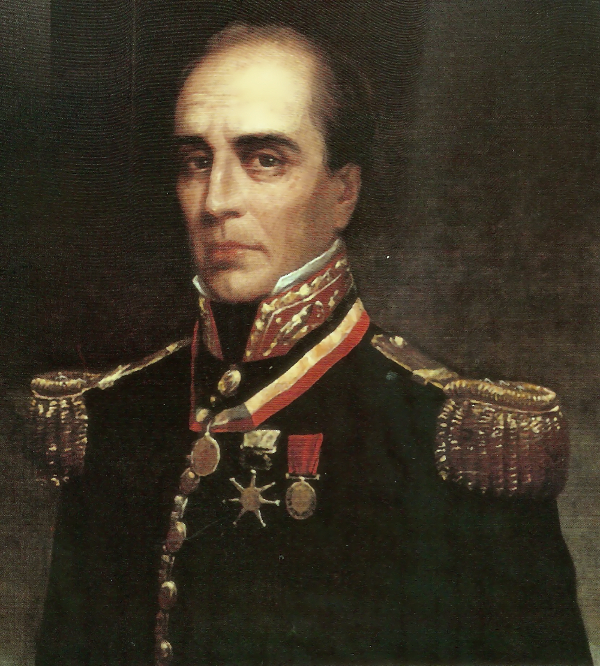
Rafael Urdaneta

- 1845: Rafael Urdaneta, político y militar venezolano, prócer de la independencia (n. 1785).
- 1875: Andrés Ibarra, político venezolano (n. 1807).
- 1888: Philip Henry Gosse, historiador natural y divulgador científico británico (n. 1810).
- 1892: Deodoro da Fonseca, político brasileño (n. 1827).
- 1900: Kuroda Kiyotaka, político japonés, 2.º primer ministro (n. 1840).
- 1901: Enrique Tornú, médico argentino (n. 1865).
- 1903: Fray Mocho, escritor y periodista argentino (n. 1858).
- 1916: Jean-Paul Aubé, escultor francés (n. 1837).

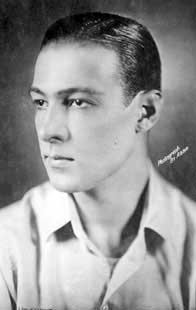
Rodolfo Valentino.

- 1926: Rodolfo Valentino, actor italiano (n. 1895).

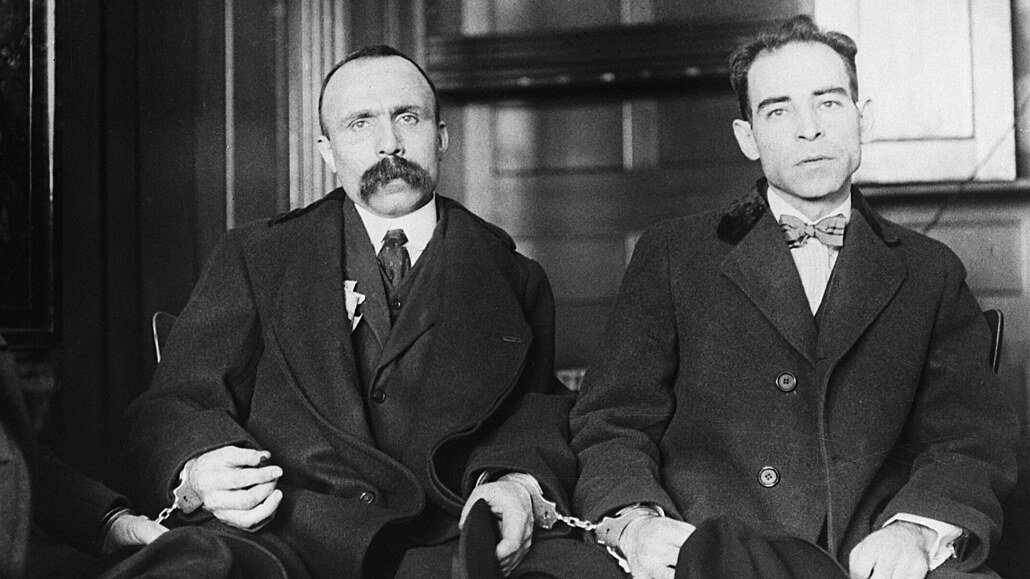
N. Sacco (der.) y B. Vanzetti (izq.)

- 1927: fueron ejecutados en la silla eléctrica:

* Nicola Sacco, anarquista italo-estadounidense (n. 1891).
* Bartolomeo Vanzetti, anarquista italo-estadounidense (n. 1888).
- 1933: Adolf Loos, arquitecto austríaco (n. 1870).
- 1934: Viktor Kaplan, ingeniero austríaco (n. 1876).
- 1936: Rafael Villegas, militar español (n. 1875).
- 1936: José María Albiñana, médico, escritor y político español (n. 1883).
- 1936: José Martínez de Velasco y Escolar, político español (n. 1875).
- 1936: Mariano Juan María de la Cruz García Méndez, religioso español (n. 1891).
- 1936: Julio Ruiz de Alda, aviador español  (n. 1897).
- 1937: Albert Roussel, músico francés (n. 1869).
- 1939: Eugène-Henri Gravelotte, espadista francés (n. 1876).
- 1939: Germán Busch Becerra, presidente de Bolivia (n. 1903).
- 1945: Ludwig von Hofmann, pintor alemán (n. 1861).
- 1952: Géza Kiss, nadadora húngara (n. 1882).
- 1955: Reginald Tate, actor británico (n. 1896).
- 1960: Oscar Hammerstein II, músico estadounidense (n. 1895).
- 1962: Hoot Gibson, actor estadounidense (n. 1892).
- 1965: Francisco Antonio Encina Armanet, historiador chileno (n. 1874).
- 1966: Francis X. Bushman, actor estadounidense (n. 1883).
- 1966: Guillermo Gorostiza, futbolista español (n. 1909).
- 1966: Jaime Sarlanga, futbolista argentino (n. 1916).
- 1967: Georges Berger, piloto de automovilismo belga (n. 1918).
- 1967: Nathaniel Cartmell, atleta y entrenador de baloncesto estadounidense (n. 1883).
- 1977: Naum Gabo, escultor soviético (n. 1890).
- 1980: Gerhard Hanappi, futbolista austriaco (n. 1929).
- 1982: Stanford Moore, bioquímico estadounidense, premio nobel de química en 1972 (n. 1913).
- 1987: Didier Pironi, piloto de automovilismo francés (n. 1952).

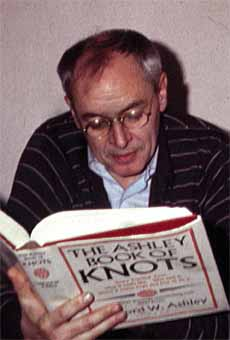
R. D. Laing.

- 1989: R. D. Laing, psiquiatra británico (n. 1927).
- 1990: Sergio Magaña, dramaturgo y escritor mexicano (n. 1924).
- 1990: Antolín García, locutor de radio y presentador de TV español (n. 1928).
- 1991: Innes Lloyd, productor británico de televisión (n. 1925).
- 1996: Zulfiya Isroilova, poeta uzbeka (n. 1915).
- 1997: Eric Gairy, político granadino (n. 1922).
- 1997: John Kendrew, químico británico, premio nobel de química en 1962 (n. 1917).
- 2001: Manolita Saval, actriz y cantante hispano-franco-mexicana (n. 1914).
- 2001: Peter Maas, novelista estadounidense (n. 1929).
- 2003: Enrique Sdrech, periodista argentino (n. 1928).
- 2005: Brock Peters, actor estadounidense (n. 1927).
- 2006:
  - Maynard Ferguson, músico canadiense (n. 1928).
  - Marie Tharp, cartógrafa oceanográfica y geóloga estadounidense (n. 1920).
  - Ed Warren, parapsicólogo estadounidense (n. 1926).
- 2009: John Vermeulen, escritor belga (n. 1941).
- 2010: Satoshi Kon, cineasta japonés (n. 1963).[4]
- 2010: Carlos Mendo, periodista español (n. 1933).[5]
- 2010: Klaus Pförtner, médico y empresario argentino (n. 1916).[6]
- 2010: George David Weiss, compositor estadounidense (n. 1921).[7]

- 2011: Jorge Matute Matute, sindicalista chileno (n. 1951).

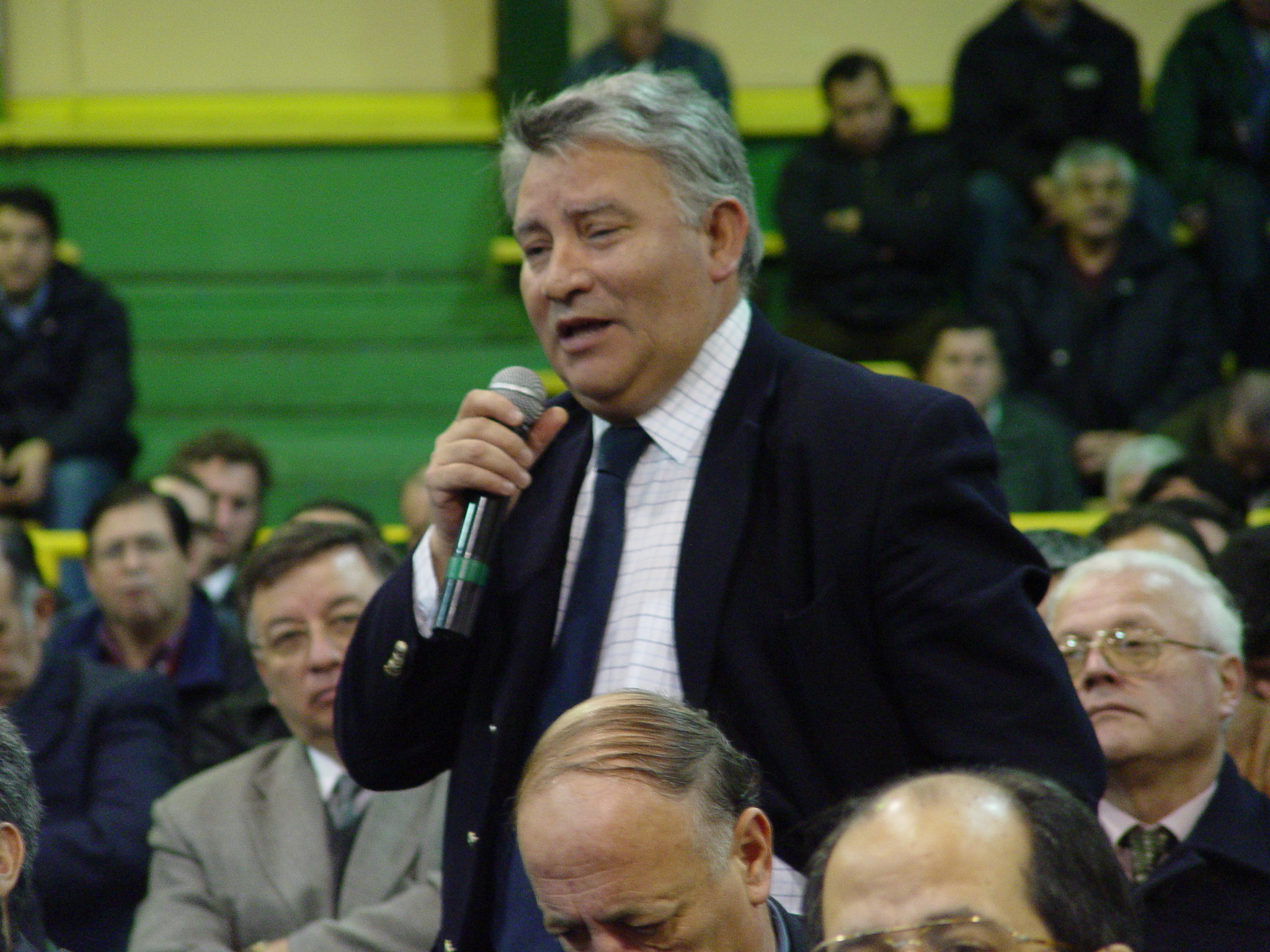
Jorge Matute Matute.

- Jorge Matute Matute.2012: Jean-Luc Delarue, productor televisivo francés (n. 1964).
- 2012: Steve Van Buren, jugador estadounidense de fútbol americano (n. 1920).
- 2013: Álvaro Bultó, presentador de televisión y deportista de riesgo español (n. 1962).
- 2013: Ellis Jacobson, pintor y caricaturista estadounidense (n. 1925).[8]
- 2013: Dean Meminger, baloncestista y entrenador estadounidense (n. 1948).
- 2014: Jaume Vallcorba, editor, filólogo y escritor español (n. 1949)
- 2015: Guy Ligier, piloto de motociclismo y automovilismo francés (n. 1930).
- 2016: Steven Hill, actor estadounidense (n. 1922).
- 2016: Evita Muñoz "Chachita", actriz mexicana (n. 1936).
- 2020: Valentina Prudskova, deportista soviética (n. 1938).
- 2020: Lori Nelson, actriz y modelo estadounidense (n. 1933).
- 2021:
  - José Yudica, futbolista y entrenador argentino (n. 1936).
  - Rosita Quintana, actriz, cantante y compositora argentino-mexicana (n. 1925).
- 2023: Yevgueni Prigozhin, militar y oligarca ruso, jefe del Grupo Wagner (n. 1961).
- 2023: Dmitri Utkin, militar ruso, presunto fundador del Grupo Wagner (n. 1970).
- 2023: Tery Funk, luchador profesional estadounidense (n. 1944).
- 2023: Hersha Parady, actriz estadounidense (n. 1945).

## Celebraciones
- Día Internacional del Recuerdo de la Trata de Esclavos y de su Abolición.[9]
- Día del Internauta.[10]Aniversario de la www (World Wide Web), creada en los laboratorios CERN.
- Día del Hashtag (en inglés: #HashtagDay).[11]Funcionalidad creada por Chris Messina para resaltar y clasificar palabras o frases, anteponiendo el carácter de almohadilla (#), usada en Facebook, Twitter, Instagram y otras redes sociales.

 Por países
(Por orden alfabético)
- Argentina:
  -  Jujuy: 
    - Éxodo Jujeño (feriado especial).[12]Se trata de un evento heroico[13]que marcó la campaña independentista, por la cual Manuel Belgrano ―quien en 1812 fue nombrado comandante del Ejército del Norte― lideró a los jujeños para retirarse a Tucumán y dejar sus hogares ante el avance del ejército español. En el año 2002 se declaró a la Provincia de Jujuy como «Capital honorífica de la Nación Argentina».

  -  Misiones: 
    - Aniversario de 25 de Mayo.[14]Fundación: 23 de agosto de 1933 (91 años).
    - Aniversario de General Urquiza.[15]Fundación: 23 de agosto de 1954 (70 años).

- Chile: 
  - Día del Níspero.

- Estados Unidos: 
  - Día del Vuelo Barato.
  - Día del Sándwich Cubano.
  - Día de Surcar el Viento.
  - Día de Valentino (conmemora la vida de Rodolfo Valentino).

- México: 
  - Día Nacional de los Cocodrilos.

- Rumania: 
  - Día de la Liberación en 1944, celebrada bajo el régimen de Nicolae Ceauşescu (1967-1989).

- Rusia: 
  - Día de la Victoria de la Gran Guerra Patria.

- Ucrania: 
  - Día de la Bandera.

Celebraciones compartidas
- Unión Europea: 
  - Día Europeo de Conmemoración de las Víctimas del Estalinismo y el Nazismo.

### Santoral católico
- 'Santa Rosa de Lima'.[16]

Santos
- San Altigiano
- San Antonio de Gerace
- San Apolinar de Reims
- San Asterio de Egea

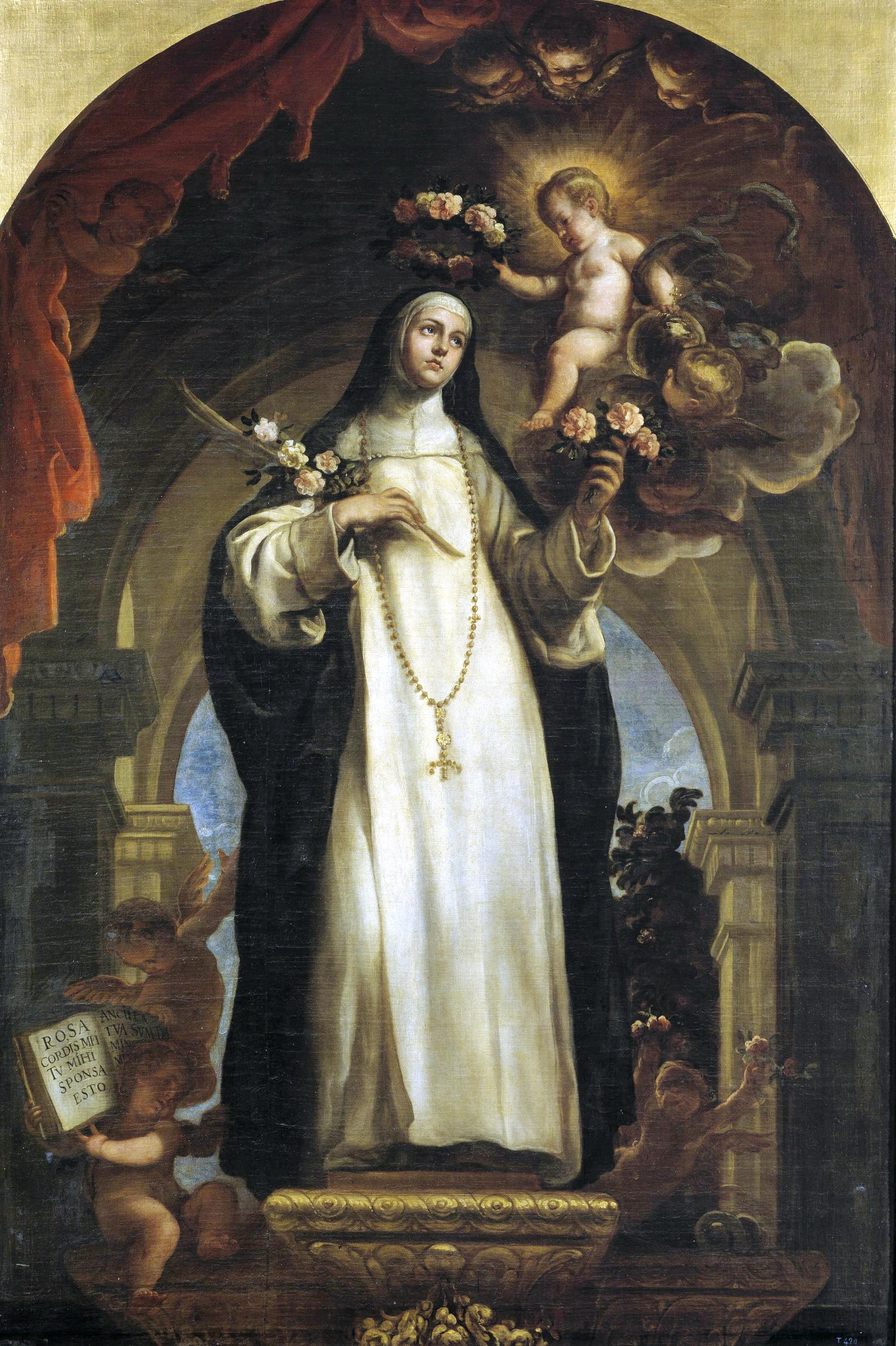
Santa Rosa

- Santos Ciríaco y Arquelao de Ostia
- San Claudio de Egea
- San Eugenio de Ardstraw
- San Flaviano de Autun
- Santa Fructuosa
- San Hilarino
- San Lupo de Nove
- San Minervo
- San Neón de Egea
- Santa Tidfil
- San Timoteo de Reims
- San Victor de Vita
- San Zaqueo.

Beatos
- Beato Francisco Dachtera
- Beato Juan Bourdon
- Beata Rosario de Soano
- Beata Serafina de Ochovi.

 Por países
(Por orden alfabético)
- España:
  - Palencia: Fiesta patronal en honor a santa Rosa de Lima.
  - Añora (Córdoba): Fiesta patronal en honor a la Virgen de la Peña.
  - Venta de Baños (municipio): Fiesta patronal.
  - Tembleque (municipio): Fiesta patronal.